# William Elie
William Elie est un acteur belge ayant joué dans des films entre 1913 et 1930.

## Filmographie
- 1913 : Un épisode de Waterloo d'Alfred Machin
- 1914 : La Fille de Delft, film belge réalisé par le cinéaste français Alfred Machin.
- 1919 : De Loteling d'Armand Du Plessy
- 1921 : Âme belge d'Armand Du Plessy
- 1923 : La nuit rouge de Maurice de Marsan et Maurice Gleize, dans le rôle du chauffeur
- 1923 : Les Lettres de Werther de Paul Flon
- 1924 : Un soldat inconnu de Francis Martin, dans le rôle d'un officier allemand
- 1924 : Dans Bruges-la-morte de Paul Flon, dans le rôle Georges Bernier
- 1925 : La Forêt qui tue de René Le Somptier
- 1925 : Un gamin de Bruxelles de Francis Martin, dans le rôle du tuteur
- 1926 : À la manière de Zorro de Paul Flon, dans le rôle de Zorro
- 1930 : Ceux de 1830 de Francis Martin, réalisé à l'occasion du centenaire de la révolution brabançonne.